# Aigen-Schlägl
Aigen-Schlägl ist eine Marktgemeinde im nordwestlichen Mühlviertel in Oberösterreich mit einer Fläche von 45,99 Quadratkilometern und 3282 Einwohnern (Stand 1. Jänner 2025). Die Gemeinde entstand am 1. Mai 2015 durch die Fusion der vormals eigenständigen Gemeinden Aigen im Mühlkreis und Schlägl.

## Geografie
Aigen-Schlägl liegt auf 596 m ü. A. Höhe im oberen Mühlviertel. Bezogen auf die naturschutzfachliche Raumgliederung gehört das nördliche Gemeindegebiet zur Raumeinheit Böhmerwald und der südliche Bereich zur Raumeinheit Südliche Böhmerwaldausläufer. Die Grenze zwischen den beiden Einheiten verläuft entlang der geschlossenen Waldgrenze des sogenannten „Hohen Böhmerwaldes“.

### Geologie und Böden
Die Landschaft des Gemeindegebietes ist ein Teil der Böhmischen Masse die auf ein sehr altes Gebirge zurückgeht, das durch die Variszische Gebirgsbildung im Paläozoikum (Karbon) entstand. Hierdurch entstanden verschiedene Granite und Gneise. Des Weiteren besteht zwischen dem Böhmerwald und dem Tal der Großen Mühl die sogenannte Pfahlstörung von Nordwest nach Südost aus leicht erodierbaren Myloniten. Nordwestlich dieser Störung besteht überwiegend Cordierit-Paragneis sowie Eisgarner Granit und Orthogneis. Südlich findet sich vor allem Mauthausener Granit sowie Schlierengranit und Titanitfleckengranit. Nach der starken Erodierung des ehemaligen Hochgebirges kam es während der Alpidischen Gebirgsbildung im Tertiär zur Aufhebung des kristallinen Grundgebirges um mehrere 100 Meter, wodurch Brüche und Störungen entstanden. In weiterer Folge kam es im Tertiär und Quartär zur Ablagerung von Sedimenten. Im Bereich der Großen Mühl hat sich ein Streifen mit Flussablagerung ausgebildet, wobei typische Vierwitterungserscheinungen wie Wollsackverwitterung vorherrscht, die zur Bildung von Blockburgen, Blockstreu und Findlingen führte.
Die Böden im Gemeindegebiet sind von Nährstoffarmut und einem hohen Kaliumanteil geprägt. Sie weisen zudem eine schlechte Phosphor- und Calcium-Versorgung auf. Als Bodenart besteht lehmiger Sand bzw. sandiger Lehm. Die Bodenqualität ist von der Tiefgründigkeit und der Wasserversorgung abhängig, wobei die Körnung des Gesteins über die Wasserzügigkeit oder Trockenheit des Standortes entscheidet. Die Felsbraunerde ist der wichtigste Bodentyp im Gebiet, er findet sich unter 1000 m Seehöhe als basenarmer bis saurer, flach- bis mittelgründiger Boden, der auf festem oder schuttigem Ausgangsmaterial entstand.
Des Weiteren hat sich auf schottrigem oder feinklastischem Ausgangsmaterial Lockersediment-Braunerde ausgebildet. Durch Streunutzung und Fichtenforste sind echte Braunerden ohne Anzeichen podsoliger Dynamik jedoch selten geworden. Über 1000 m Seehöhe entstanden bei hohem Niederschlag vor allem Podsole und Semipodsole, wobei das Nadelstreu der Nadelwälder zusätzlich versauernd wirkt. Gley besteht vor allem im Bereich von Quellen, Bächen, Gräben, Mulden sowie an Hangfüßen, wobei hier vor allem nasse, saure Wiesen dominieren. Weitere vorkommende Bodenarten sind Pseudogley, Moorböden und Anmoorböden im Bereich von Kaltluftseen in kleinen Senken an Bachläufen oder auf abflusslosen Lagen sowie rankerartige Böden über Blockschuttmaterial.

### Gemeindegliederung
Das Gemeindegebiet umfasst folgende 16 Ortschaften (in Klammern Einwohnerzahl Stand 1. Jänner 2025):
- Aigen im Mühlkreis (1865)
- Baureith (226)
- Breitenstein (75)
- Diendorf (153)
- Geiselreith (56)
- Grünwald (50)
- Kerschbaum (35)
- Natschlag (72)
- Rudolfing (110)
- Sankt Wolfgang (33)
- Schlägl (446)
- Sonnenwald (1)
- Unterneudorf (20)
- Weichsberg (68)
- Winkl (42)
- Wurmbrand (30)

Die Gemeinde besteht aus der Katastralgemeinde Aigen, Schlägl und Unterneudorf.

### Nachbargemeinden
Nachbargemeinden sind Ulrichsberg im Nordwesten bzw. Westen, Peilstein im Mühlviertel im äußersten Südwesten, Oepping im Südwesten, Rohrbach-Berg im Süden sowie St. Oswald bei Haslach im Südosten. Im Norden und Osten grenzt die Gemeinde an die Tschechische Republik bzw. den Okres Český Krumlov.
| Ulrichsberg              | Horní Planá                                 | Černá v Pošumaví                   |
| Peilstein im Mühlviertel | Kompassrose, die auf Nachbargemeinden zeigt | Frymburk nad Vltavou, Přední Výtoň |
| Oepping                  | Rohrbach-Berg                               | St. Oswald bei Haslach             |

## Geschichte
Das Obere Mühlviertel gehörte ursprünglich zum Herzogtum Bayern und seit 1180 zum Herzogtum Österreich.
Aigen entstand im Zuge der Kolonisation, die in diesem Gebiet durch das Prämonstratenserstift Schlägl erfolgte. Mit Genehmigung des österreichischen Herzogs Friedrich II. veranlasste Propst Heinrich I. 1242 die Anlage einer Siedlung auf dem zum Klostergrund gehörenden „Eigen“, wobei den Neusiedlern für zwölf Jahre eine Steuerbefreiung gewährt wurde. Auf Bitten des Schlägler Propstes Johannes verlieh Herzog Rudolf IV mit einer am 28. Juli 1362 in Passau ausgestellten Urkunde dem Dorf Aigen das Marktrecht. 1459 bestätigte Herzog Albrecht VI. das Privileg eines Jahrmarkts für den Sonntag nach Allerheiligen. Seit 1490 wird Aigen dem Fürstentum Österreich ob der Enns zugerechnet. 1529 anerkannten Richter und Rat des Marktes Aigen einen 1497 abgeschlossenen Vertrag zwischen dem Schlägler Propst und dessen Untertanen, mit dem Todfall und Besthaupt geregelt wurden, die davor einige Zeit nach böhmischen Brauch geübt worden waren. Im 16. Jahrhundert breitete sich die Reformation aus und 1585 vernichtete ein Brand den Markt Aigen. Um den Wiederaufbau zu unterstützen, bestätigte Kaiser Rudolf II. am 17. Juni 1598 die bisherigen Privilegien und genehmigte gleichzeitig einen weiteren Jahrmarkt, der am 6. Februar, dem Fest der heiligen Dorothea, abzuhalten war. 1599 erhielt Aigen eine neue Marktordnung, durch die ein blühender Handel mit Böhmen möglich wurde. 1708 wurde den Bürgern von Aigen das Recht zugestanden, einen eigenen Richter vorzuschlagen. Während der Koalitionskriege wurde Aigen mehrfach besetzt und 1808 durch ein Feuer zerstört. 1852 brannten die Markthäuser infolge Blitzschlags nieder. Mit dem Anschluss an die Mühlkreisbahn 1888 folgte ein wirtschaftlicher Aufschwung.
Seit 1918 gehört Aigen zum Bundesland Oberösterreich. Nach dem Anschluss Österreichs an das Deutsche Reich am 12. März 1938 gehörte der Ort zum „Gau Oberdonau“. 1941 wurden die Gemeinden Aigen und Schlägl zu einer Verwaltungsgemeinschaft zusammengefasst, die 1945 wieder aufgelöst wurde. Im 20. Jahrhundert entwickelte sich Aigen zu einem Sommerfrischeort. In den letzten Jahrzehnten stieg es zu einem Tourismuszentrum des Oberen Mühlviertels auf.
Aigen war ab 1850 Teil des Gerichtsbezirks Aigen, wobei der Gerichtssitz 1873 von Schlägl nach Aigen verlegt wurde. 2003 wurde der Gerichtsbezirk Aigen aufgelöst und die Gemeinde dem Gerichtsbezirk Rohrbach zugewiesen.
Am 7. September 2014 wurde in den beiden Gemeinden eine Volksbefragung über die Zusammenlegung der Gemeinde Schlägl mit der Gemeinde Aigen im Mühlkreis zu einer neuen Gemeinde Aigen-Schlägl durchgeführt. Mit einer Wahlbeteiligung von rund 69 % bzw. 77 % und 84,22 % (Schlägl) sowie 90,88 % (Aigen im Mühlkreis) Ja-Stimmen befürwortete jeweils eine erhebliche Mehrheit der wahlberechtigten Bürger die Zusammenlegung der Gemeinden.
Aufgrund der räumlichen Nähe wurden bereits vor der Zusammenlegung viele kommunale Einrichtungen, wie die Volksschule, Hauptschule und Seniorenheim gemeinsam betrieben und genutzt. Der Endbahnhof der Mühlkreisbahn trug schon seit der Eröffnung der Bahn die Bezeichnung Aigen-Schlägl.

## Bevölkerung

### Bevölkerungsstruktur
2013 lebten in der Gemeinde Aigen im Mühlkreis 1.906 Menschen, womit Aigen die achtgrößte der 42 Gemeinden des Bezirks war. Bezogen auf die Bevölkerungsdichte wies Aigen mit 108 Einwohnern pro km² die fünfthöchste Besiedelungsdichte im Bezirksgebiet auf. Ende 2001 waren 94,1 Prozent der Bevölkerung österreichische Staatsbürger (Oberösterreich 92,8 Prozent, Bezirk Rohrbach 96,9 Prozent), bis zum Jahresbeginn 2013 stieg der Wert auf 95,5 Prozent (Oberösterreich 91,1 Prozent, Bezirk Rohrbach 96,9 Prozent) an. Insgesamt wurden 2013 in der Gemeinde nur 87 Ausländer gezählt, die zu 56 Prozent aus einem EU-Land und zu 24 Prozent aus Ex-Jugoslawien (ohne Slowenien) stammten. 2013 wiesen zudem 148 Einwohner von Aigen ein ausländisches Geburtsland auf, wobei auch hier die EU-Länder gefolgt von Ex-Jugoslawien überwogen. Zur römisch-katholischen Kirche bekannten sich 2001 89,9 Prozent der Einwohner (Oberösterreich: 79,4 Prozent), 4,3 Prozent waren ohne Bekenntnis, 3,0 Prozent islamischen Glaubens und 0,7 Prozent evangelisch.
Der Altersdurchschnitt der Gemeindebevölkerung lag 2001 über dem Landesdurchschnitt, was auch aus dem hier beheimateten Bezirksalten- und Pflegeheim Aigen-Schlägl resultiert. 16,9 Prozent der Einwohner von Aigen waren jünger als 15 Jahre (Oberösterreich: 18,8 Prozent), 58,9 Prozent zwischen 15 und 59 Jahre alt (Oberösterreich: 61,6 Prozent). Der Anteil der Einwohner über 59 Jahre lag mit 24,2 Prozent deutlich über dem Landesdurchschnitt von 20,2 Prozent. Der Altersdurchschnitt der Bevölkerung von Aigen veränderte sich in der Folge in allen Segment. Der Anteil der unter 15-Jährigen sank per 1. Jänner 2013 auf 14,2 Prozent, während sich der Anteil der Menschen zwischen 15 und 59 Jahren auf 65,3 Prozent deutlich erhöhte. Der Anteil der über 59-Jährigen sank hingegen auf 20,5 Prozent. Nach dem Familienstand waren 2001 44,9 Prozent der Einwohner von Aigen ledig, 42,0 Prozent verheiratet, 8,9 Prozent verwitwet und 4,3 Prozent geschieden.

### Bevölkerungsentwicklung
Die Bevölkerung der Gemeinde Aigen schrumpfte zwischen 1869 und 1923 um 21 Prozent. Lebten 1869 noch 2065 Menschen in Aigen und 1880 sogar 2201 Menschen, so waren es 1923 nach einem kontinuierlichen Schrumpfungsprozess nur noch 1623 Menschen. In der folge stieg die Bevölkerung von Aigen bis 1951 wieder um 20 Prozent an, danach fiel die Einwohnerzahl bis 1991 wieder um rund neun Prozent. Zuletzt pendelte sich die Bevölkerungszahl bei knapp über 1900 Einwohner ein. Aigen wies in den 1970er und 1980er Jahren eine leichte Abwanderung sowie eine nur knapp positive Geburtenbilanz auf. Der Bevölkerungszuwachs in den 1990er Jahren resultiert aus einer stärker positiven Geburtenbilanz und einer Zuwanderung. Seit dem Jahrtausendwechsel hat die Gemeinde eine negative Geburtenbilanz, die jedoch von der Zuwanderung ausgeglichen wird. Ein wesentlicher Faktor für die negative Geburtenbilanz und die Zuwanderung ist das Bezirksalten- und Pflegeheim Aigen-Schlägl.
In der Gemeinde Schlägl lebten 2015 1.213 Menschen. Die Bevölkerungsstruktur und -entwicklung entspricht in etwa der von Aigen.
Per 1. Jänner 2017 leben 3.190 Menschen in Aigen-Schlägl.

## Kultur und Sehenswürdigkeiten

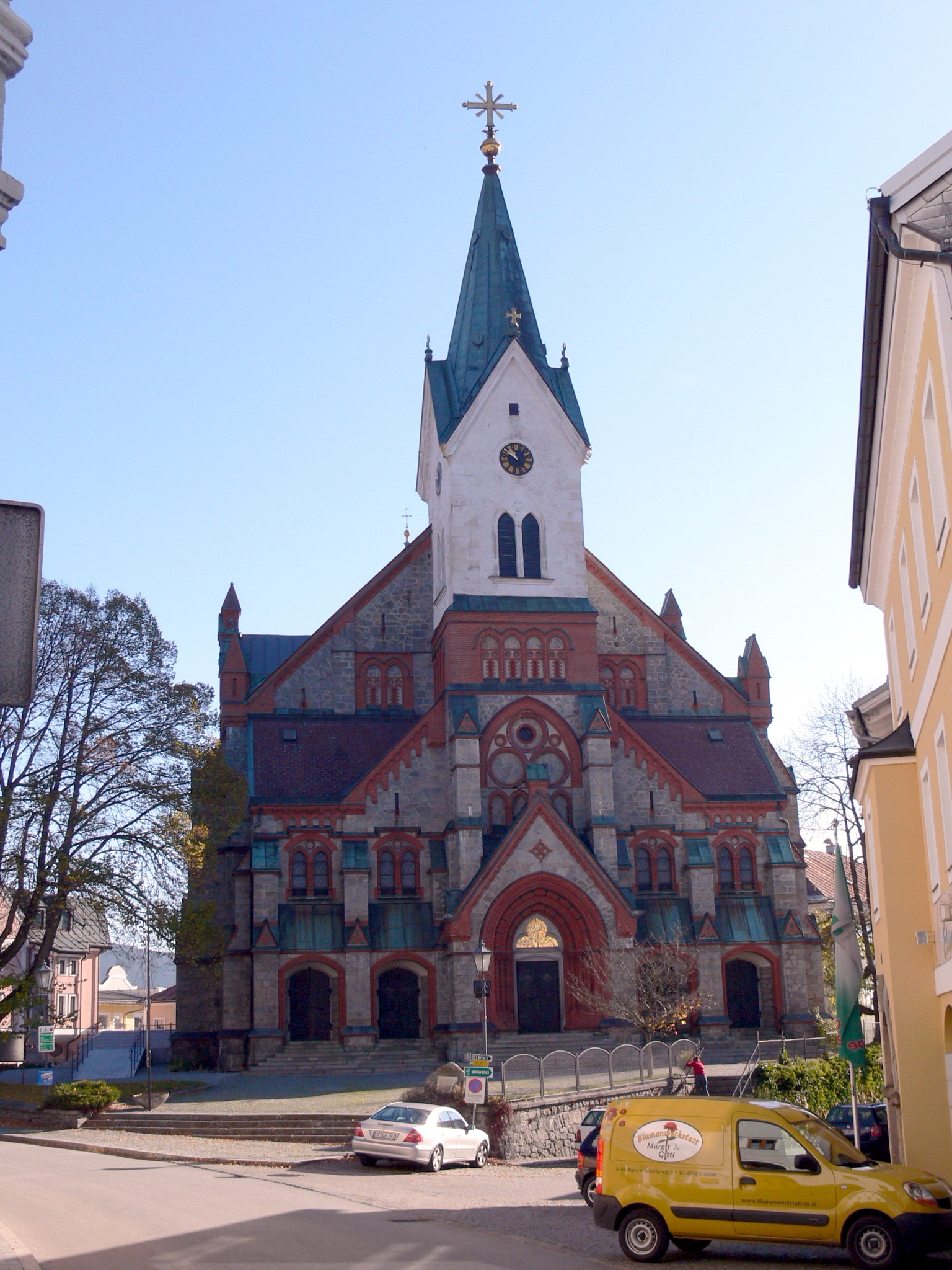
Pfarrkirche Aigen im Mühlkreis

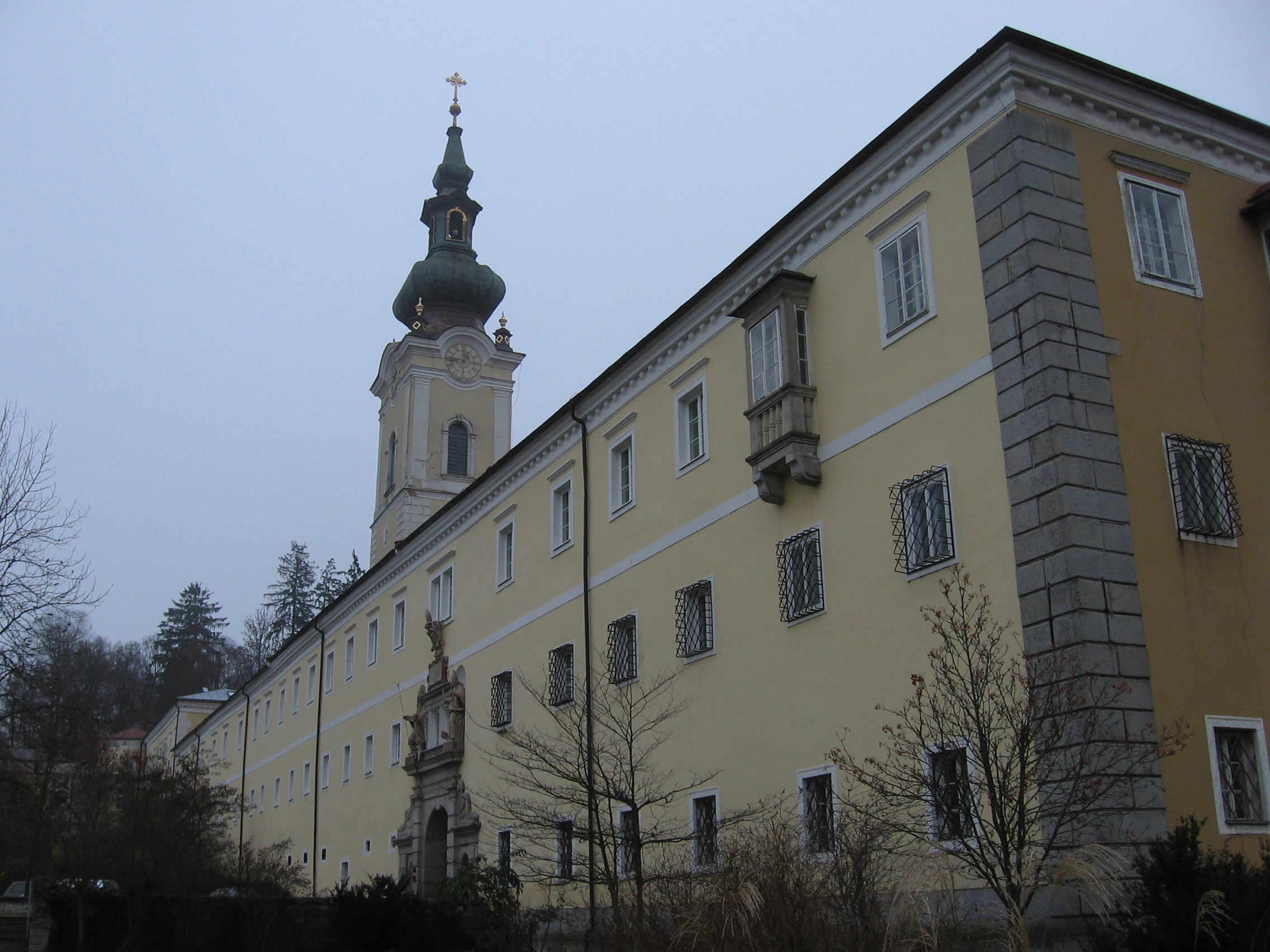
Stift Schlägl

- Pfarrkirche Aigen im Mühlkreis: Die dem Stift Schlägl inkorporierte Pfarrkirche hl. Apostel und Evangelist Johannes wurde von 1897 bis 1901 nach Plänen des Linzer Architekten Raimund Jeblinger errichtet.
- Pfarrhof Aigen im Mühlkreis
- Ehemalige Spitalskirche Aigen im Mühlkreis hl. Martin
- Kalvarienberg (Aigen im Mühlkreis)
- Vogelmuseum im Kulturhaus Aigen
- Kunstgalerie Atelier Anders
- Stift Schlägl: Kloster aus 1204
- Stiftsbrauerei Schlägl: 1580 gegründet
- Wallfahrtskirche St. Wolfgang am Stein: 1642–1644 von Cipriano Novo erbaut
- Museum Kultur. Gut. Oberes Mühlviertel: zeigt Exponate, hauptsächlich aus dem Bezirk Rohrbach, welche das handwerkliche Leben vergangener Jahrhunderte veranschaulichen; das etwa 900 m² große, 1997 eröffnete Museum befindet sich im Stiftsmeierhof Aigen-Schlägl.
- Stolpersteine für Elisabeth und Isidor Baumann, sowie deren Söhne Hans und Karl

## Wirtschaft und Infrastruktur

### Land- und Forstwirtschaft
Die Statistik wies für die Gemeinde Aigen 2010 46 land- und forstwirtschaftliche Betriebe aus. Darunter befanden sich lediglich neun Haupterwerbsbetriebe, 34 Nebenerwerbsbetriebe, zwei Personengemeinschaften und ein Betrieb einer juristischen Persönlichkeit. Die Gesamtbetriebszahl war gegenüber 1999 um 16 Betriebe bzw. 25 Prozent im Vergleich mit dem Bezirk bzw. dem Land Oberösterreich überdurchschnittlich stark gesunken, wobei der starke Rückgang der Nebenerwerbsbetriebe für das Minus verantwortlich war. Gemeinsam bewirtschafteten die Betriebe 2010 insgesamt 738 Hektar Fläche, wobei 35 Prozent der Fläche von Vollerwerbsbauern, 34 Prozent von Nebenerwerbslandwirten bewirtschaftet wurden. Die Durchschnittsfläche der Vollerwerbsbauern lag dabei mit 29 Hektar unter dem oberösterreichischen Durchschnitt.

### Verkehr
In Aigen-Schlägl liegt der gleichnamige Endbahnhof der Mühlkreisbahn sowie die Bahnhaltestelle Schlägl. Außerdem endet die B 127 Rohrbacher Straße hier. Sowohl Bahn als auch Straße verbinden Aigen-Schlägl mit Rohrbach-Berg und Linz.
Durch Aigen-Schlägl führt der Rupertiweg, ein österreichischer Weitwanderweg, der auf dem Bärenstein seinen Ausgang nimmt. Der Europäische Fernwanderweg E10 verläuft ebenfalls durch den Ort.

### Bildung
In Aigen bestand bereits 1522 eine Pfarrschule vor der Kirche, wobei die Schule 1856 im Marktbrauhaus einzog. 1960 wurde die Volksschule renoviert. 1990 übersiedelte die Volksschule Aigen nach einem Anbau an die bestehende Schule in das gemeinsame Schulhaus der Volksschule Aigen–Schlägl. In der Volksschule bestehen auch zwei Hortgruppen. Neben der Volksschule Aigen-Schlägl liegt in der Gemeinde auch die Neue Mittelschule Aigen-Schlägl, die 1950/51 als Expositur der Hauptschule Rohrbach gegründet wurde. Da die Schülerzahlen an der Hauptschule Rohrbach so hoch waren, dass „Auswärtsschüler“ nur noch in beschränktem Maße aufgenommen werden konnten, entstand in Aigen eine Expositur mit einer 1. Klasse, die im Saal des Vereinshauses in Aigen unterrichtet wurden. Der Bau des Hauptschulgebäudes wurde zwischen 1951 und 1953 verwirklicht, wobei die Eröffnung am 31. Oktober 1953 erfolgte. Im Schuljahr 1973/1974 wurde zudem ein Erweiterungsbau für zusätzliche Klassenräume sowie einen Turnsaal eröffnet. 1996 erfolgt ein nochmaliger Um- und Anbau.

### Sicherheit
Die Freiwillige Feuerwehr Aigen entstand am 11. Oktober 1873. Initiator und Gründer Adalbert Swoboda wurde von 35 Mann zum 1. Kommandanten gewählt. Die FF Aigen verfügt derzeit über ein Kommandofahrzeug, ein Kleinlöschfahrzeug, ein Tanklöschfahrzeug und ein Kleinrüstfahrzeug.
Die eigenständige Freiwillige Feuerwehr Schlägl wurde 1922 gegründet. Erster Obmann war Ludwig Schlägl. Derzeit verfügt sie über ein Mannschaftstransportfahrzeug (MTF), ein Löschfahrzeug mit Allrad (LF-A) und ein Tanklöschfahrzeug mit Allrad (TLF-A). Das Feuerwehrhaus der FF Schlägl befindet sich gegenüber dem Stift Schlägl an der großen Mühl und wurde in seiner jetzigen Form am 15. Mai 1999 eröffnet. Das Vorgängerhaus wurde 1955 an gleicher Stelle erbaut und ab 1997 durch den jetzigen Neubau ersetzt.
Nächstgelegene Dienststelle der Polizei ist die Polizeiinspektion Peilstein im Mühlviertel.

## Politik

### Gemeinderat
Der Gemeinderat hat 25 Mitglieder.

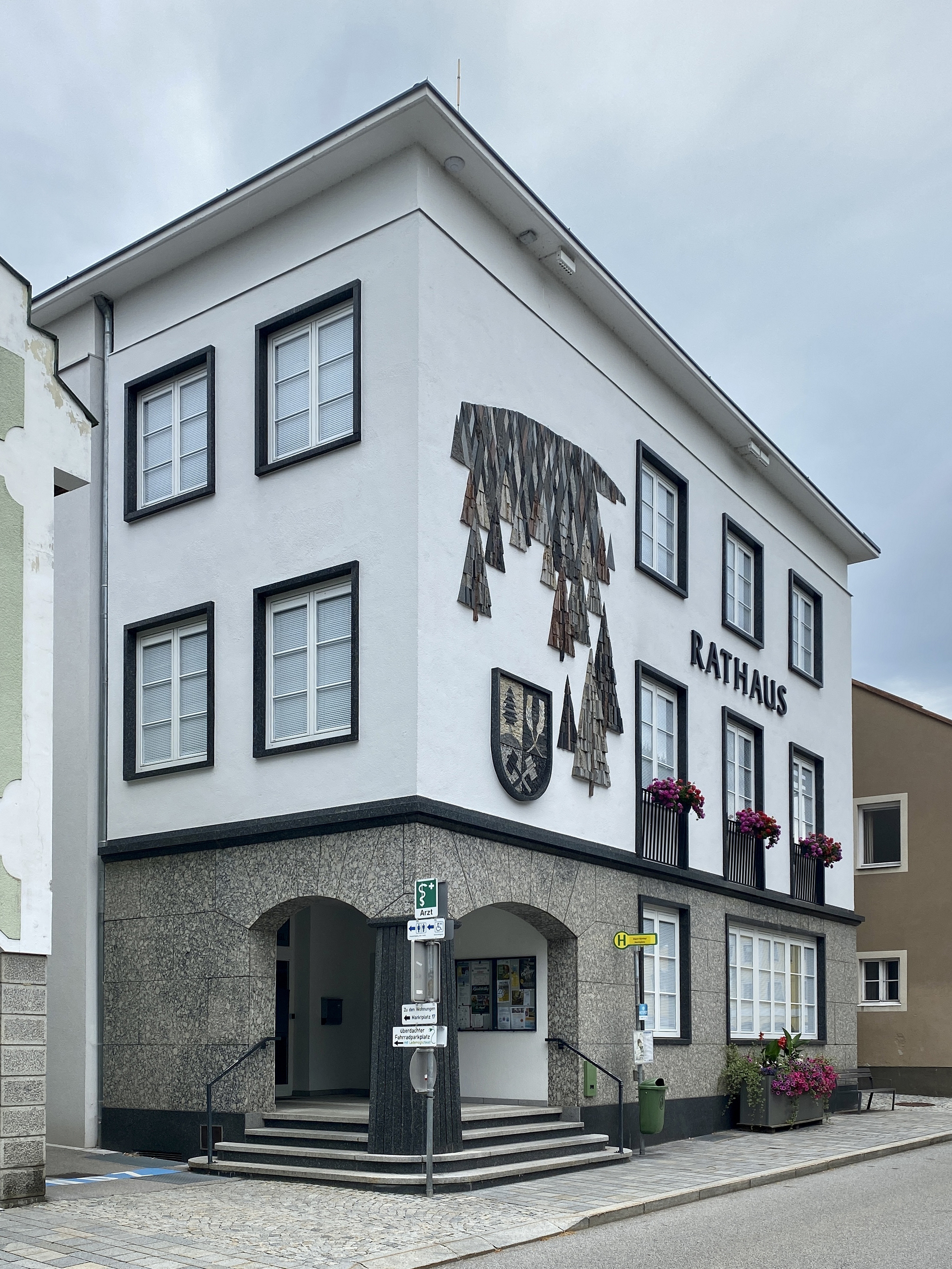
Rathaus Aigen-Schlägl

- Mit den Gemeinderats- und Bürgermeisterwahlen in Oberösterreich 1997 hatte der Gemeinderat folgende Verteilung: 16 ÖVP, 6 SPÖ und 3 FPÖ.[12]
- Mit den Gemeinderats- und Bürgermeisterwahlen in Oberösterreich 2003 hatte der Gemeinderat folgende Verteilung: 18 ÖVP und 7 SPÖ.[13]
- Mit den Gemeinderats- und Bürgermeisterwahlen in Oberösterreich 2009 hatte der Gemeinderat folgende Verteilung: 19 ÖVP und 6 SPÖ.[14]
- Mit den Gemeinderats- und Bürgermeisterwahlen in Oberösterreich 2015 hatte der Gemeinderat folgende Verteilung: 14 ÖVP, 5 FPÖ, 3 GRÜNE und 3 SPÖ.[15]
- Mit den Gemeinderats- und Bürgermeisterwahlen in Oberösterreich 2021 hat der Gemeinderat folgende Verteilung: 12 ÖVP, 7 FPÖ, 4 GRÜNE und 2 SPÖ.[16]

### Bürgermeister
Von 2014 bis 2015 war Elisabeth Höfler Bürgermeisterin von Schlägl, seit 2015 Bürgermeisterin ist sie Bürgermeisterin von Aigen-Schlägl.

### Wappen
Der Marktgemeinde Aigen-Schlägl wurde das Gemeindewappen am 22. Februar 2016 durch die oberösterreichische Landesregierung verliehen. Die Blasonierung des Wappens lautet: „Erniedrigt geteilt; oben gespalten rechts in Gold auf einem grünen Hügel ein grüner, schwarzstämmiger Nadelbaum; links in Grün zwei goldene nach innen gebogene Roggenähren; unten gespalten von Silber und Schwarz mit zwei schräggekreuzten Schlegeln in gewechselten Farben.“ Die Gemeindefarben sind Schwarz-Gelb-Grün.
Das nach der Fusion neu verliehene Gemeindewappen vereint Elemente aus den Wappen der beiden Vorgängergemeinden. Der Baum und die gekreuzten Schlegel stammen aus dem Wappen von Aigen, die Ähren aus dem Wappen von Schlägl, das ebenfalls gekreuzte Schlegel in anderer Farbgebung enthält.
Eine Wappenverleihung an Aigen ist nicht bekannt. Der erste Nachweis des Marktwappens ist an einem Kaufbrief von 1446, damals zeigte es nur die zwei gekreuzten Schlegel. Die bis zur Fusion mit Schlägl gültige Form entstand unter Abt Siad Worath I. (1702–1721). Die Holzhauerschlegel erinnern an die Entstehung der Siedlung durch Rodung des Klosterwaldes, die drei Bäume verweisen auf den alten Ortsnamen Aigen im Wald und den Waldreichtum.
Schlägl wurde 1978 ein Gemeindewappen verliehen. Die Schlegel sind dem Wappen des Stiftes Schlägl entnommen, sie verweisen auf die Bedeutung des Klosters für den Ort und symbolisieren gleichzeitig als redendes Wappen den Ortsnamen. Die Ähren verweisen auf die Züchtung einer extrem winterfesten Getreidesorte durch das Stift, das dazwischen stehende Spitzeisen steht für die bedeutende Steinindustrie mit zahlreichen Granitbrüchen.

## Persönlichkeiten
- Rupert Gottfried Frieberger (1951–2016), Organist, Komponist, Musikwissenschafter, Organologe und katholischer Theologe
- Gerhard Gruber (* 1951), Pianist und Stummfilmbegleiter
- Christian Hoffmann (* 1974), Langlauf-Olympiasieger
- Klaus Huber (* 1949), Redakteur, Moderator, Mundartdichter und Heimatforscher